# Kraft zu Hohenlohe-Langenburg
Kraft Alexander Ernst Ludwig Georg Emich 9. Fürst zu Hohenlohe-Langenburg (* 25. Juni 1935 in Schwäbisch Hall; † 16. März 2004 ebenda) war von 1960 bis 2004 Chef des Hauses Hohenlohe-Langenburg und nannte sich als solcher Fürst zu Hohenlohe-Langenburg.

## Familie
Kraft Prinz zu Hohenlohe-Langenburg wurde als erster Sohn von Gottfried zu Hohenlohe-Langenburg und dessen Gattin Margarita von Griechenland geboren. Seine Mutter war die älteste Tochter von Andreas von Griechenland und Dänemark und dessen Gemahlin Alice von Battenberg. Der Bruder seiner Mutter und damit sein Onkel war Prinz Philip, Herzog von Edinburgh, der Gemahl der britischen Königin. Kraft zu Hohenlohe-Langenburg war dadurch ein Cousin des britischen Königs Charles III. und damit neben Max Markgraf von Baden der engste Verwandte des britischen Königshauses in Deutschland.
Durch seine Großmutter Alexandra von Sachsen-Coburg und Gotha, einer Enkelin von Königin Victoria, belegte er 1961 Platz 74 der britischen Thronfolge, einer tausende von Personen umfassenden Liste.

## Leben
Er wurde zum Forstwirt und Bankkaufmann ausgebildet und übernahm im Alter von 25 Jahren nach dem Tod seines Vaters den Langenburger Besitz.
In der Nacht vom 23. auf den 24. Januar 1963 zerstörte ein Kaminbrand das Schloss Langenburg fast völlig. Das Feuer vernichtete den gesamten Ostflügel, den Uhren- und Bettenturm sowie Teile des Nordflügels. Der Sanierungsaufwand von fünf Millionen DM konnte nur durch den Verkauf von Schloss Weikersheim im Jahr 1967 an das Land Baden-Württemberg aufgebracht werden. Die britische Königin Elisabeth II. besuchte 1965 bei ihrem ersten Staatsbesuch der Bundesrepublik Deutschland ihren Verwandten in Langenburg und ließ sich von ihm die Brandschäden zeigen.
Hohenlohe-Langenburg war Mitglied der evangelischen Landessynode von Württemberg (1965 bis 1974), Mitglied im Kreistag (1965 bis 1979), im Vorstand des DRK-Kreisverbandes (1984 bis 2000) und im örtlichen Kirchengemeinderat. Er engagierte sich seit 1961 in verschiedenen Rotary Clubs. Von seinen öffentlichen Ämtern zog er sich mit zunehmenden Lebensalter zurück und konzentrierte sich auf die Verwaltung und Unterhaltung des Schlosses, das im Schlossareal befindliche, 1969 von ihm mit Richard von Frankenberg (1922–1973) gegründete, 1970 eröffnete Deutsche Automuseum, dessen 1. Vorsitzende er war, die Pflege des 2700 Hektar umfassenden Waldbesitzes rings um Langenburg und Weikersheim sowie um seine Ehrenämter als Präsident des Allgemeinen Schnauferl-Clubs (1981–1993) und als Präsident der Fédération Internationale des Véhicules Anciens (1983–1996). Auch war er Schriftführer des Familienverbandes des Gesamthauses Hohenlohe.
Hohenlohe-Langenburg starb im Haller Diakonie-Krankenhaus an den Folgen einer schweren Krankheit.

## Ehen und Nachkommen
Im Jahr 1965 vermählte sich Kraft zu Hohenlohe-Langenburg in Langenburg mit Charlotte Alexandra Prinzessin von Croÿ (* 31. Dezember 1938 in London), Tochter des Alexander Prinz von Croÿ (1912–2002) und der Anne, Tochter des Brigadegenerals William McLaren Campbell (1864–1924). Die Ehe wurde im Jahr 1990 geschieden. Aus dieser Ehe gingen zwei Töchter und der Sohn Philipp (* 1970) hervor, der seinem Vater adelsrechtlich als Chef des Hauses nachfolgte. Nach der Scheidung heiratete Charlotte Alexandra 1993 den Bankdirektor Johannes Freiherr von Twickel.
Am 22. Mai 1992 heiratete er in zweiter Ehe in Graz die Österreicherin Irma Pospesch (* 1946). Die Ehe blieb kinderlos.

## Vorfahren
| Ahnentafel Kraft zu Hohenlohe-Langenburg (1935–2004) | Ahnentafel Kraft zu Hohenlohe-Langenburg (1935–2004)                                                                     | Ahnentafel Kraft zu Hohenlohe-Langenburg (1935–2004)                                                                     | Ahnentafel Kraft zu Hohenlohe-Langenburg (1935–2004)                                                                     | Ahnentafel Kraft zu Hohenlohe-Langenburg (1935–2004)                                                                     | Ahnentafel Kraft zu Hohenlohe-Langenburg (1935–2004)                                                  | Ahnentafel Kraft zu Hohenlohe-Langenburg (1935–2004)                                                  | Ahnentafel Kraft zu Hohenlohe-Langenburg (1935–2004)                                                | Ahnentafel Kraft zu Hohenlohe-Langenburg (1935–2004)                                                |
| ---------------------------------------------------- | --- | --- | --- | --- | --- | --- | --------------------------------------------------------------------------------------------------- | --------------------------------------------------------------------------------------------------- |
| Urgroßeltern                                         | Fürst Hermann zu Hohenlohe-Langenburg (1832–1913) ⚭ 1862 Prinzessin Leopoldine von Baden (1837–1903)                     | Fürst Hermann zu Hohenlohe-Langenburg (1832–1913) ⚭ 1862 Prinzessin Leopoldine von Baden (1837–1903)                     | Prinz Alfred von Sachsen-Coburg und Gotha (1844–1900) ⚭ 1874 Großfürstin Marija Alexandrowna Romanowa (1853–1920)        | Prinz Alfred von Sachsen-Coburg und Gotha (1844–1900) ⚭ 1874 Großfürstin Marija Alexandrowna Romanowa (1853–1920)        | König Georg I. (Griechenland) (1845–1913) ⚭ 1867 Großfürstin Olga Konstantinowna Romanowa (1851–1926) | König Georg I. (Griechenland) (1845–1913) ⚭ 1867 Großfürstin Olga Konstantinowna Romanowa (1851–1926) | Prinz Ludwig von Battenberg (1854–1921) ⚭ 1884 Prinzessin Viktoria von Hessen-Darmstadt (1863–1950) | Prinz Ludwig von Battenberg (1854–1921) ⚭ 1884 Prinzessin Viktoria von Hessen-Darmstadt (1863–1950) |
| Großeltern                                           | Fürst Ernst II. zu Hohenlohe-Langenburg (1863–1950) ⚭ 1896 Prinzessin Alexandra von Sachsen-Coburg und Gotha (1878–1942) | Fürst Ernst II. zu Hohenlohe-Langenburg (1863–1950) ⚭ 1896 Prinzessin Alexandra von Sachsen-Coburg und Gotha (1878–1942) | Fürst Ernst II. zu Hohenlohe-Langenburg (1863–1950) ⚭ 1896 Prinzessin Alexandra von Sachsen-Coburg und Gotha (1878–1942) | Fürst Ernst II. zu Hohenlohe-Langenburg (1863–1950) ⚭ 1896 Prinzessin Alexandra von Sachsen-Coburg und Gotha (1878–1942) | Prinz Andreas von Griechenland (1882–1944) ⚭ 1903 Prinzessin Alice von Battenberg (1885–1969)         | Prinz Andreas von Griechenland (1882–1944) ⚭ 1903 Prinzessin Alice von Battenberg (1885–1969)         | Prinz Andreas von Griechenland (1882–1944) ⚭ 1903 Prinzessin Alice von Battenberg (1885–1969)       | Prinz Andreas von Griechenland (1882–1944) ⚭ 1903 Prinzessin Alice von Battenberg (1885–1969)       |
| Eltern                                               | Prinz Gottfried zu Hohenlohe-Langenburg (1897–1960) ⚭ 1931 Margarita von Griechenland (1905–1981)                        | Prinz Gottfried zu Hohenlohe-Langenburg (1897–1960) ⚭ 1931 Margarita von Griechenland (1905–1981)                        | Prinz Gottfried zu Hohenlohe-Langenburg (1897–1960) ⚭ 1931 Margarita von Griechenland (1905–1981)                        | Prinz Gottfried zu Hohenlohe-Langenburg (1897–1960) ⚭ 1931 Margarita von Griechenland (1905–1981)                        | Prinz Gottfried zu Hohenlohe-Langenburg (1897–1960) ⚭ 1931 Margarita von Griechenland (1905–1981)     | Prinz Gottfried zu Hohenlohe-Langenburg (1897–1960) ⚭ 1931 Margarita von Griechenland (1905–1981)     | Prinz Gottfried zu Hohenlohe-Langenburg (1897–1960) ⚭ 1931 Margarita von Griechenland (1905–1981)   | Prinz Gottfried zu Hohenlohe-Langenburg (1897–1960) ⚭ 1931 Margarita von Griechenland (1905–1981)   |
| Kraft zu Hohenlohe-Langenburg (1935–2004)            | | | | | | | | |

## Genealogie
Christoph Franke, Graf Moritz Strachwitz von Groß Zauche und Camminetz, Freiherr Klaus von Andrian-Werburg, Walter von Hueck: Genealogisches Handbuch der Fürstlichen Häuser. 1997. Band XV, Band 114 der Gesamtreihe GHdA, Hrsg. Deutsches Adelsarchiv, C. A. Starke, Limburg (Lahn) 1997, ISBN 3-7980-0814-0, S. 230 f.